# 高松市役所
高松市役所（たかまつしやくしょ）は、日本の地方公共団体である高松市の組織が入る施設（役所）である。

## 歴史
- 1890年（明治23年）2月15日 - 高松市成立。市役所は未開庁。
- 1890年（明治23年）6月5日 - 北古馬場町（現・御坊町）の福善寺本堂に市役所開庁。
- 1901年（明治34年）10月15日 - 五番丁（現・番町一丁目）の浄願寺（現・高松市立中央公園）へ移転。
- 1913年（大正2年）4月1日 - 五番丁の市立高松商業学校跡へ移転。初の専用庁舎（木造2階建て）。
- 1924年（大正13年）2月25日 - 火鉢の不始末により庁舎全焼。
- 1928年（昭和3年） - 現在地に新庁舎完成。
- 1953年（昭和28年） - 庁舎の増築が始まる。1962年まで。
- 1976年（昭和51年） - 新庁舎建設に伴い市役所各課が仮庁舎へ移転。
- 1977年（昭和52年） - 高松市役所新庁舎が起工。
- 1979年（昭和54年） - 高松市役所新庁舎が竣工。
- 1989年（昭和64年） - 土曜閉庁（第2・第4土曜日）開始。
- 2000年（平成12年） - 庁内LAN整備。

## アクセス
- JR高松駅から徒歩約15分
- 瓦町駅（高松琴平電気鉄道）から徒歩約10分
- 五番町、市役所前バス停（ことでんバス）下車徒歩約1分

駐車場  (中央地下駐車場ー 中央公園地下）
- 高松市役所本庁舎又は危機管理センター利用者は、中央地下駐車場の駐車料金が、1時間無料。 割引認証機が本庁舎1階案内所と、危機管理センター1階に設置されており、駐車カードを通すと1時間分が割引になる。
- 本庁舎東側に身体障がい者等用駐車スペース（4台分）

## 庁舎
| 階   | 概 要 |
| ---- | --- |
| 13F  | 大会議室、環境局長室、環境総務課、地球温暖化対策室 |
| 12F  | 監査委員事務局、農業委員会事務局、121会議室 |
| 11F  | 選挙管理委員会、選挙管理委員会事務局、111～114会議室、くらし安全安心課、市民やすらぎ課、 コンプライアンス推進課（情報公開コーナー）、職員研修室                                                                       |
| 10F  | 教育長室、教育局長室、教育委員会総務課、学校施設準備室、101会議室、学校教育課、保健体育課、 生涯学習課、少年育成センター、人権教育課                                                                                  |
| 9F   | 交通政策課、河港課、公園緑地課、91会議室、都市整備局長室、都市計画課、住宅・まちづくり推進室、 建築指導課 |
| 8F   | 道路管理課、道路整備課、用地室、81･82会議室、契約監理課、技術検査室、建築課、入札室(1・2) |
| 7F   | 創造都市推進局長室、産業振興課、立地・創造・イノベーション支援室、観光交流課、観光エリア振興室、 都市交流室、文化芸術振興課、文化財課、人権啓発課、スポーツ振興課、市営住宅課、高松市営住宅管理センター、 71･72会議室 |
| 6F   | こども家庭課、こども園総務課、こども園運営課、健康福祉局長室、健康福祉総務課、地域共生社会推進室、 子育て支援課、こども女性相談課、61会議室                                                                           |
| 5F   | 財政局長室、財政課、農林水産課、52〜54会議室、広聴広報課、市政記者室、土地改良課、地籍調査室、 外部監査室 |
| 4F   | 市民政策局長室、政策課、水環境対策室、ユニバーサルデザイン推進室、移住・定住促進室、地域振興課、 コミュニティ推進課、男女共同参画・協働推進課、市長室、副市長室、秘書課                                               |
| 3F   | 総務局長室、総務課、人事課、行政改革推進室、財産経営課、ファシリティマネジメント推進室、土地開発公社、 31～33会議室                                                                                                   |
| 2F   | 納税課、債権回収室、市民税課、資産税課、＜福祉事務所＞長寿福祉課（高齢者総合相談コーナー)、 高松市在宅医療支援センター、21会議室                                                                                      |
| 1F   | 市民課、国保・高齢者医療課、消費生活センター、消費生活相談、市民相談コーナー、案内所 |
| B1F  | 車庫、生協売店、B1会議室 |
| 階   | 議会棟 |
| 6-5F | 議場、委員会室、傍聴席 |
| 4F   | 議員控室、委員会室 |
| 3F   | 議長室、副議長室、市議会事務局長室、市議会事務局、議会図書室 |
| 2F   | ＜福祉事務所＞障がい福祉課、生活福祉課 |
| 1F   | 出納室、介護保険課、守衛室、指定金融機関（百十四銀行高松市役所支店） |
| B1F  | 総合書庫、防災センター、職員労働組合 |

## 支所・出張所
現在、高松市内の各地区には市役所の出先機関として7支所と21出張所が置かれており、各種住民サービスを行っている。それぞれ管轄区域が設定されているが、基本的に高松市内に住所があれば管轄以外の支所・出張所であっても利用できる。
市役所内の組織は市民政策局地域政策課。

### 過程
第5次合併に先立つ1954年（昭和29年）6月1日、高松市は広域化する市域における行政サービスの向上を目的として、地方自治法（昭和22年法律第67号）第155条第１項の規定により、それまで編入合併した旧町村のうち昭和期に合併した5町村（第4次合併）について、その区域をもって市の出先機関を設置した。その2年後の1956年（昭和31年）9月30日に高松市は周辺15町村を一度に合併する第5次合併を行い、市域が一気に広域化することになる。以後、例によって合併編入した町村には合併後その区域をもって市の出先機関を置いている。
出先機関の名称について当初は支所・出張所が混在していたが、1959年（昭和34年）10月6日に全てが出張所に統一された。しかしその後1966年（昭和41年）7月1日に山田町を編入すると、その区域に置かれる出先機関は出張所ではなく支所となった。その結果現在では1956年までに設置されたものが出張所、1966年以降に設置されたものが支所となっている。そのうち出張所の区域は明治時代の町村制施行時の区域をほぼそのまま継承したものになっていることから、支所よりも細分化された区域設定である。全体として支所の方が出張所より管轄区域が広く、地区そのものの距離が市役所から離れている。

### 業務
支所と出張所では取り扱い業務に違いがあり、出張所の場合は主に戸籍の届出および証明、住民異動の届出および証明、印鑑登録の届出および証明、市税の納付、国民健康保険の届出および保険料の納付、国民健康保険被保険者証の交付その他の国民健康保険の被保険者の手続き、国民年金の届出、母子健康手帳の交付、乳幼児医療に関する届出、老人医療費に関する届出などである。
支所の場合は上記出張所の業務に加えて、事実および身分の証明、自動車臨時運行の許可、埋火葬許可証の発行などを取り扱っており、その他平成の大合併で合併した6支所では2016年3月31日までの予定で地域審議会が設置されており、その業務も行っている。

### 内部組織
山田および塩江の各支所には内部組織としてそれぞれ「証明書取扱コーナー」と「連絡事務所」が設置されている。

#### 証明書取扱コーナー
山田支所内の3つの証明書取扱コーナーについては、旧山田町が発足する以前の川島町・十河村・東植田村・西植田村のうち、町役場が設置された旧川島町地区を除く旧3村の村役場を継承したものである。いずれもコミュニティセンター（公民館）内に設置されているコーナーであり、住民票や印鑑登録証明書、戸籍、納税などに関する各種証明書を取り扱っている。塩江支所内の連絡事務所同様、明治時代の町村制施行時に成立した自治体の区域を継承しているという点において、このコーナーは現在高松市内にある「出張所」に相当する区域設定である。

#### 連絡事務所
塩江支所内の2連絡事務所については高松市への合併前、旧塩江町役場の下に置かれていた支所を合併後に高松市役所塩江支所の内部組織としてそのまま残したものである。これら旧支所は1956年9月30日に塩江村・上西村・安原村が合併して塩江町が発足した際、塩江町役場が置かれた旧安原村役場を除く2村の旧村役場及びその区域を継承したもの。そのように明治時代の町村制施行時に成立した自治体の区域を継承しているという点において、この連絡事務所は現在高松市内にある「出張所」に相当する区域設定である。
その他、「塩江連絡事務所」は「塩江支所」の下に置かれているが、名称が同一であり上下関係が不明瞭なものになっている。これは塩江・上西・安原の3村が合併して塩江町が発足した際に役場を旧安原村役場に置いたためで、その下に置かれた（旧）塩江支所が新町名と同名の旧塩江村役場であることによる。

### 一覧
| 支所・出張所 | 支所・出張所             | 所在地                    | 管轄 |
| ------------ | ------------------------ | ------------------------- | --- |
| 山田支所     |                          | 川島本町191番地2          | 亀田南町、十川西町、十川東町、小村町、 川島東町、由良町、川島本町、東植田町、 菅沢町、西植田町、池田町                             |
| 山田支所     | 十河証明書取扱コーナー   | 十川西町579番地1          | 亀田南町、十川西町、十川東町、小村町、 川島東町、由良町、川島本町、東植田町、 菅沢町、西植田町、池田町                             |
| 山田支所     | 東植田証明書取扱コーナー | 東植田町1825番地1         | 亀田南町、十川西町、十川東町、小村町、 川島東町、由良町、川島本町、東植田町、 菅沢町、西植田町、池田町                             |
| 山田支所     | 西植田証明書取扱コーナー | 西植田町2247番地1         | 亀田南町、十川西町、十川東町、小村町、 川島東町、由良町、川島本町、東植田町、 菅沢町、西植田町、池田町                             |
| 塩江支所     |                          | 塩江町安原下第2号1645番地 | 塩江町上西甲、塩江町上西乙、塩江町安原上、 塩江町安原上東、塩江町安原下、 塩江町安原下第1号、塩江町安原下第2号、 塩江町安原下第3号 |
| 塩江支所     | 塩江連絡事務所           | 塩江町安原上東394番地2    | 塩江町上西甲、塩江町上西乙、塩江町安原上、 塩江町安原上東、塩江町安原下、 塩江町安原下第1号、塩江町安原下第2号、 塩江町安原下第3号 |
| 塩江支所     | 上西連絡事務所           | 塩江町上西乙549番地       | 塩江町上西甲、塩江町上西乙、塩江町安原上、 塩江町安原上東、塩江町安原下、 塩江町安原下第1号、塩江町安原下第2号、 塩江町安原下第3号 |
| 牟礼支所     |                          | 牟礼町牟礼302番地1        | 牟礼町牟礼、牟礼町大町、牟礼町原                                                                                                   |
| 庵治支所     |                          | 庵治町6393番地5           | 庵治町 |
| 香川支所     |                          | 香川町川東上1865番地13    | 香川町浅野、香川町大野、香川町川内原、 香川町川東上、香川町川東下、香川町寺井、 香川町東谷、香川町安原下第3号、 香川町安原下第1号  |
| 香南支所     |                          | 香南町由佐1172番地        | 香南町池内、香南町岡、香南町西庄、 香南町由佐、香南町横井、香南町吉光                                                              |
| 国分寺支所   |                          | 国分寺町新居1298番地      | 国分寺町柏原、国分寺町国分、国分寺町新名、 国分寺町新居、国分寺町福家                                                              |
| 鶴尾出張所   |                          | 田村町303番地1            | 室町、室新町、東ハゼ町、西ハゼ町、 西春日町、上天神町、田村町、勅使町、 松並町、紙町                                               |
| 太田出張所   |                          | 伏石町2071番地16          | 今里町、今里町一丁目、今里町二丁目、 松縄町、伏石町、太田上町、太田下町、 三条町                                                   |
| 木太出張所   |                          | 木太町3480番地2           | 木太町 |
| 古高松出張所 |                          | 高松町10番地20            | 春日町、新田町、高松町 |
| 屋島出張所   |                          | 屋島中町449番地1          | 屋島中町、屋島東町、屋島西町 |
| 前田出張所   |                          | 前田東町838番地           | 前田東町、前田西町、亀田町 |
| 川添出張所   |                          | 元山町136番地4            | 元山町、東山崎町、下田井町 |
| 林出張所     |                          | 林町1405番地6             | 上林町、林町、六条町 |
| 三谷出張所   |                          | 三谷町1161番地1           | 三谷町 |
| 仏生山出張所 |                          | 仏生山町乙45番地4         | 仏生山町 |
| 香西出張所   |                          | 香西本町476番地1          | 香西東町、香西西町、香西南町、香西北町、 香西本町                                                                                  |
| 一宮出張所   |                          | 一宮町838番地1            | 成合町、鹿角町、一宮町、三名町、寺井町                                                                                             |
| 多肥出張所   |                          | 多肥上町433番地5          | 多肥上町、多肥下町、出作町 |
| 川岡出張所   |                          | 川部町486番地1            | 岡本町、川部町 |
| 円座出張所   |                          | 円座町1622番地1           | 円座町、西山崎町 |
| 檀紙出張所   |                          | 御厩町775番地1            | 檀紙町、御厩町、中間町 |
| 弦打出張所   |                          | 鶴市町356番地3            | 郷東町、鶴市町、飯田町 |
| 鬼無出張所   |                          | 鬼無町佐藤31番地3         | 鬼無町是竹、鬼無町佐料、鬼無町藤井、 鬼無町佐藤、鬼無町山口、鬼無町鬼無                                                            |
| 下笠居出張所 |                          | 生島町353番地1            | 中山町、植松町、生島町、神在川窪町、亀水町                                                                                         |
| 女木出張所   |                          | 女木町203番地1            | 女木町 |
| 男木出張所   |                          | 男木町134番地             | 男木町 |

## 関連事項
- 高松市